# Chloropsis venusta
Chloropsis venusta là một loài chim trong họ Chloropseidae.